# Speocera bicornea
Espèce
Speocera bicornea est une espèce d'araignées aranéomorphes de la famille des Ochyroceratidae.

## Distribution
Cette espèce est endémique de Hainan en Chine,.

## Description
Les mâles mesurent de 1,07 à 1,16 mm et les femelles de 1,00 à 1,06 mm.

## Publication originale
- Tong & Li, 2007 : First records of the family Ochyroceratidae (Arachnida: Araneae) from China, with descriptions of a new genus and eight new species. The Raffles Bulletin of Zoology, vol. 55, no 1, p. 63-76 (texte intégral).